# Urnetta con scena di banchetto

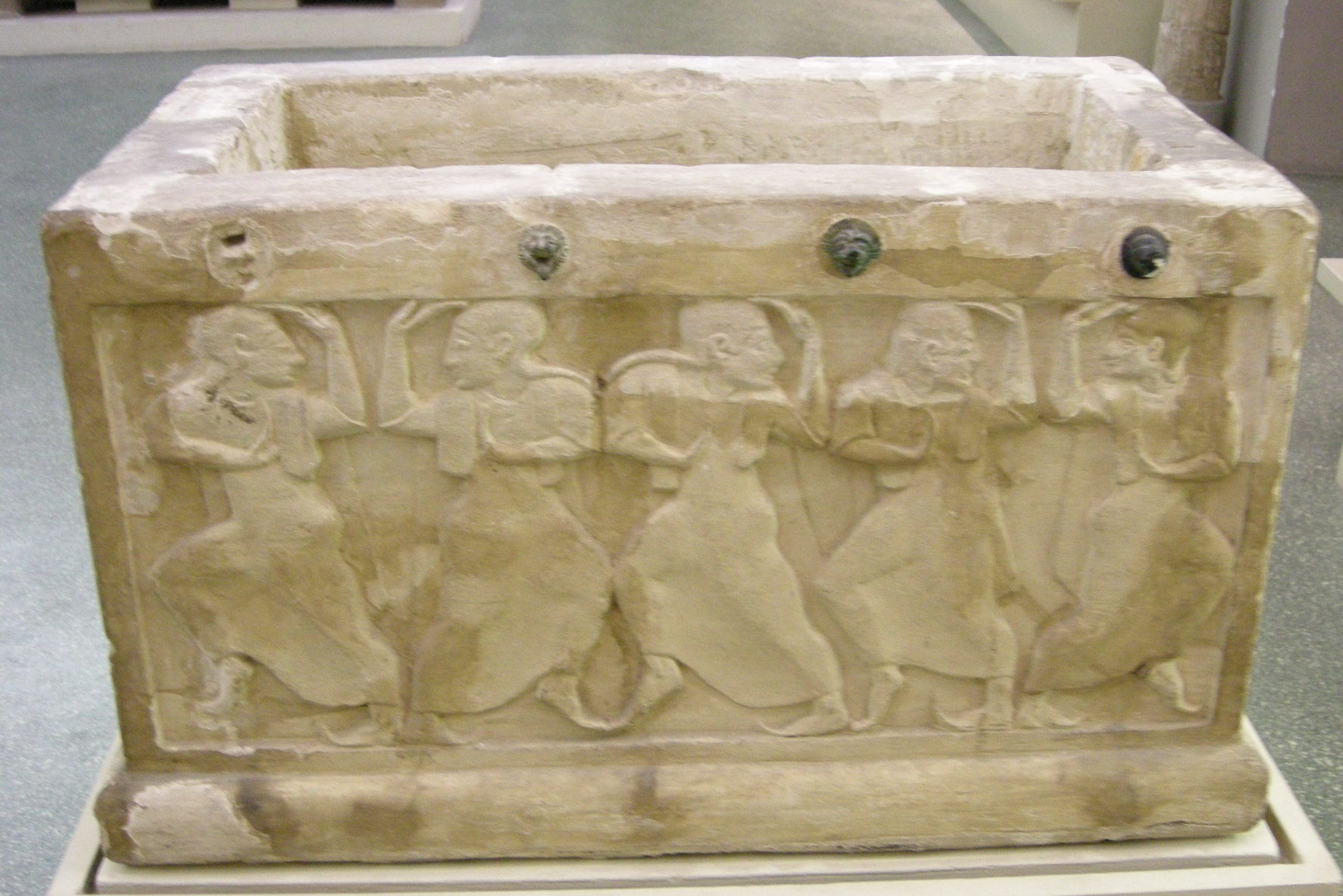
Lato della danza

L'Urnetta con scena di banchetto è un'urnetta cineraria proveniente da Chiusi e conservata al Museo archeologico nazionale di Firenze. È alta 30 cm.

## Descrizione
Si tratta di uno dei migliori esempi della produzione di bassorilievi in pietra fetida chiusina, databile agli ultimi decenni del VI secolo a.C. La scena di banchetto mostra due coppie maschili sdraiate su klinai, sotto i quali sono raffigurati i tavoli coi cibi. Esse sono assistite da un servo col simplum e da un auleta. Come consueto in queste rappresentazioni, sotto i tavoli sono scolpiti animali domestici e da cortile, in questo caso un cane e un'oca.
L'altro lato mostra cinque donne durante una danza.
Lo stile è quello ionico-etrusco e anticamente doveva sicuramente essere arricchito dalla policromia. Le figure sono piatte, molto stilizzate e con grande importanza dei contorni.